# Kirnitzsch
Die Kirnitzsch, in Böhmen früher auch Kirnischt genannt (tschechisch Křinice) ist ein nordöstlicher und orographisch rechter Nebenfluss der Elbe, der in seinem Lauf Tschechien und den Freistaat Sachsen passiert.

## Geographie

### Verlauf

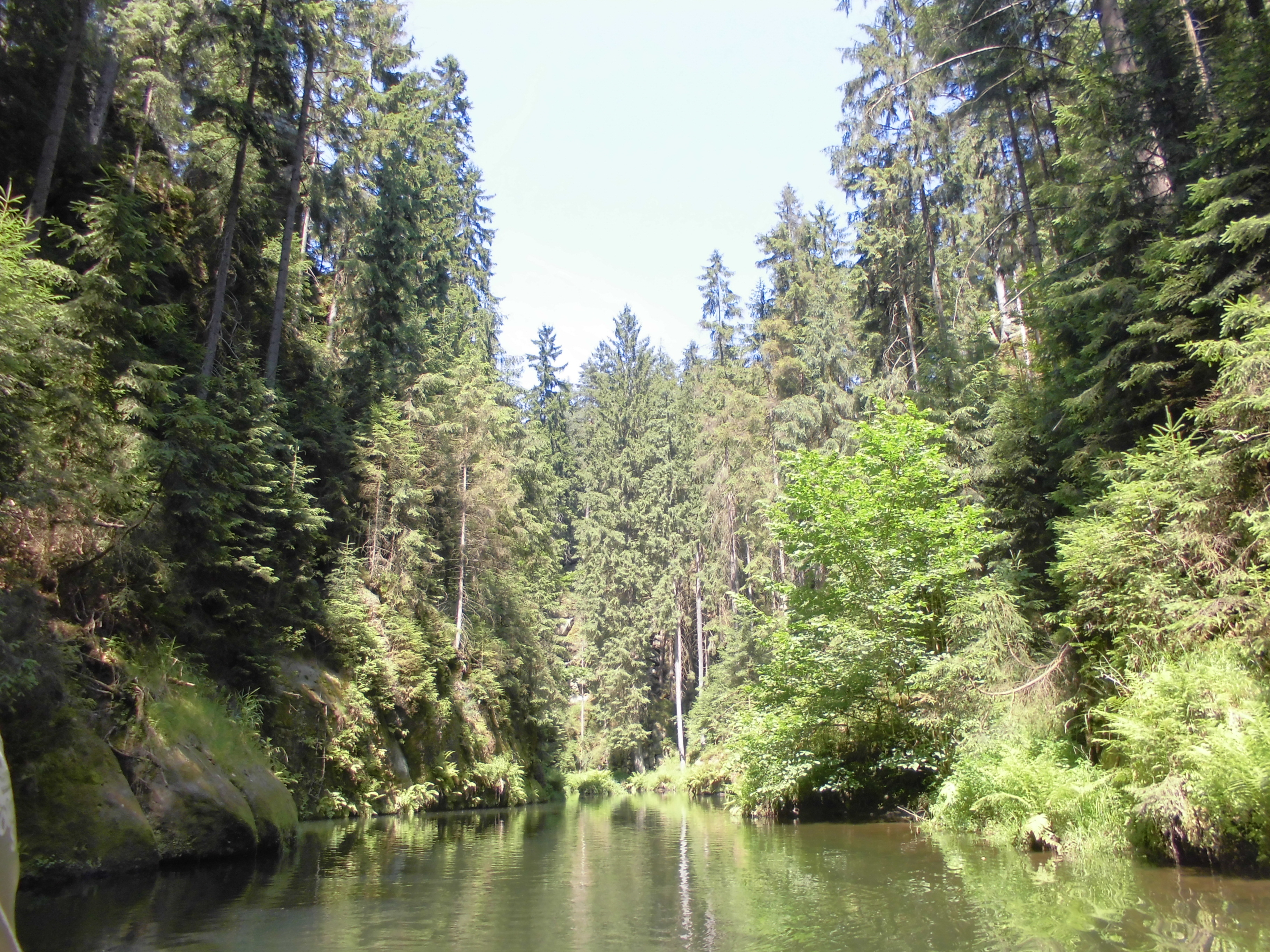
Kirnitzschklamm (Grenzverlauf zu Tschechien)

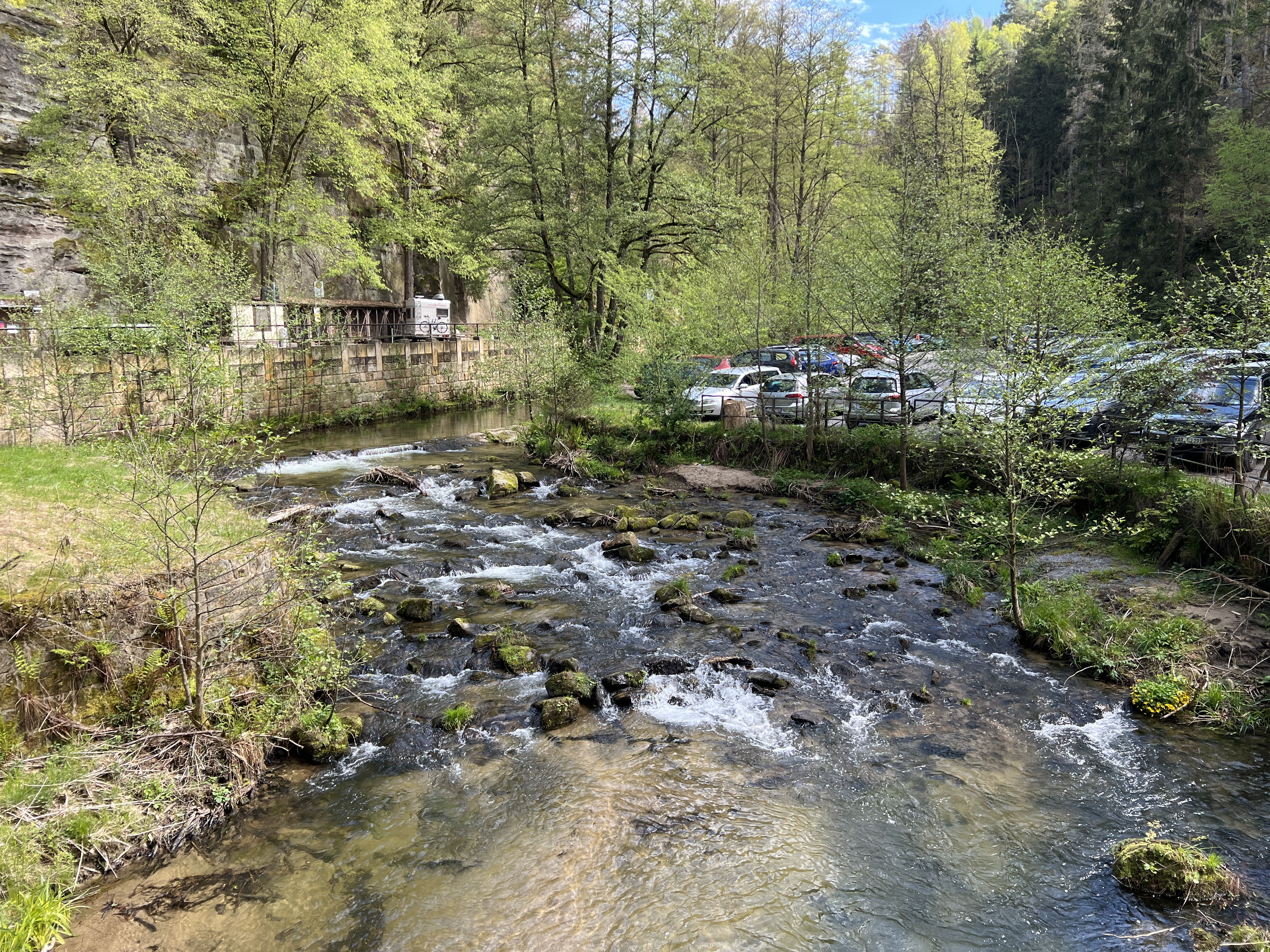
Wehranlage an der Neumannmühle

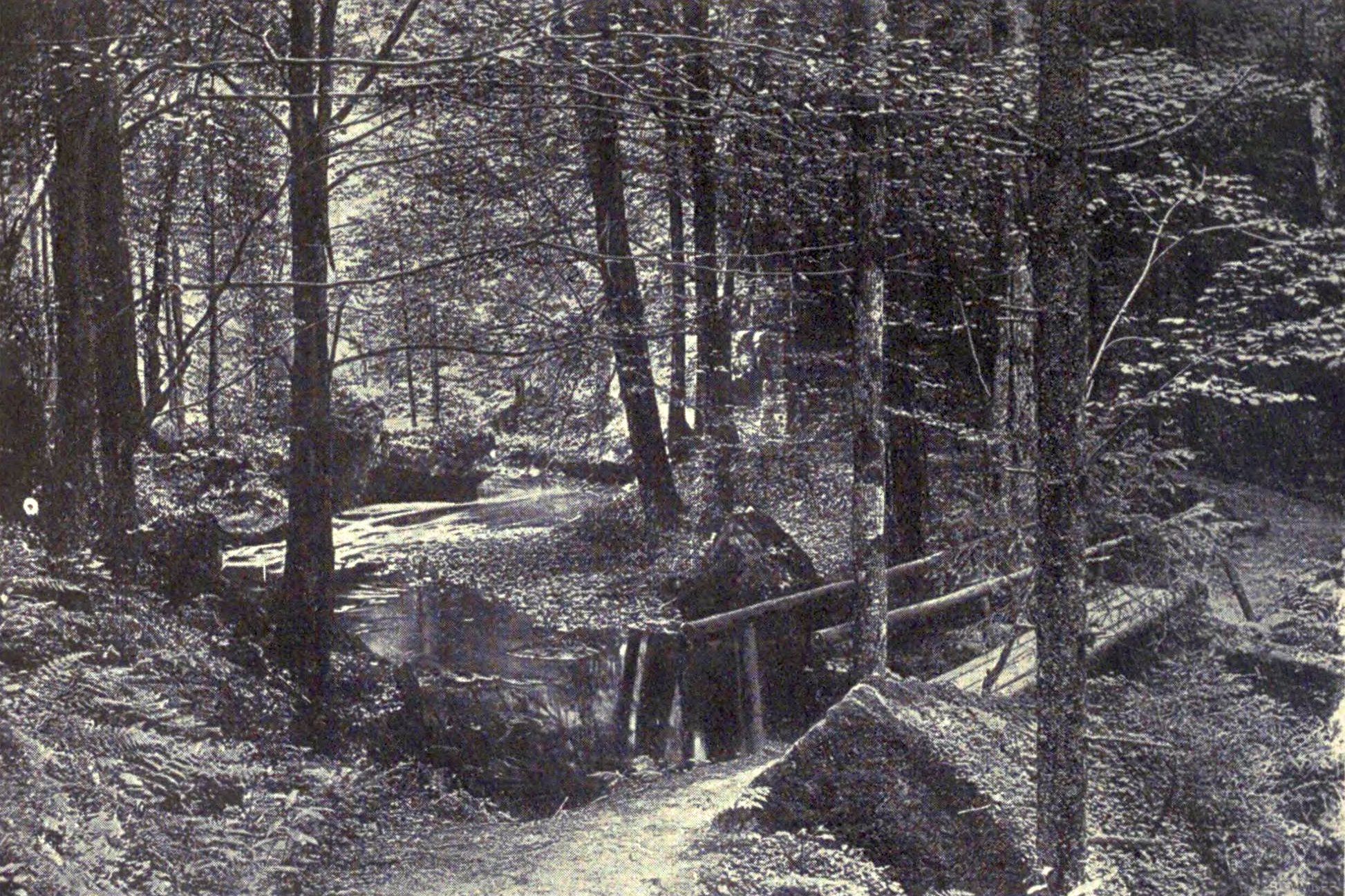
Kirnitzschtal um 1900

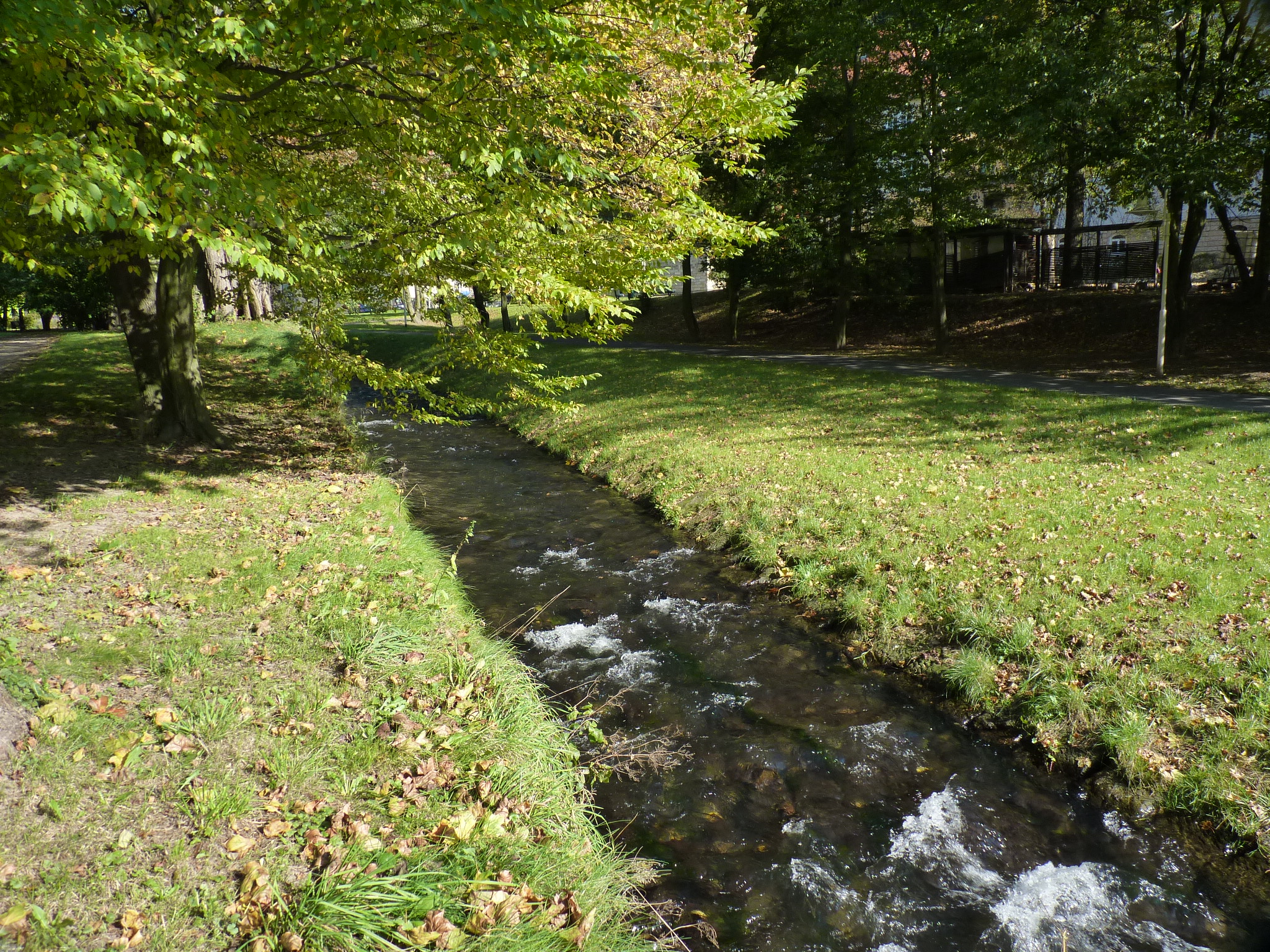
Die Kirnitzsch im Kurpark von Bad Schandau (2014)

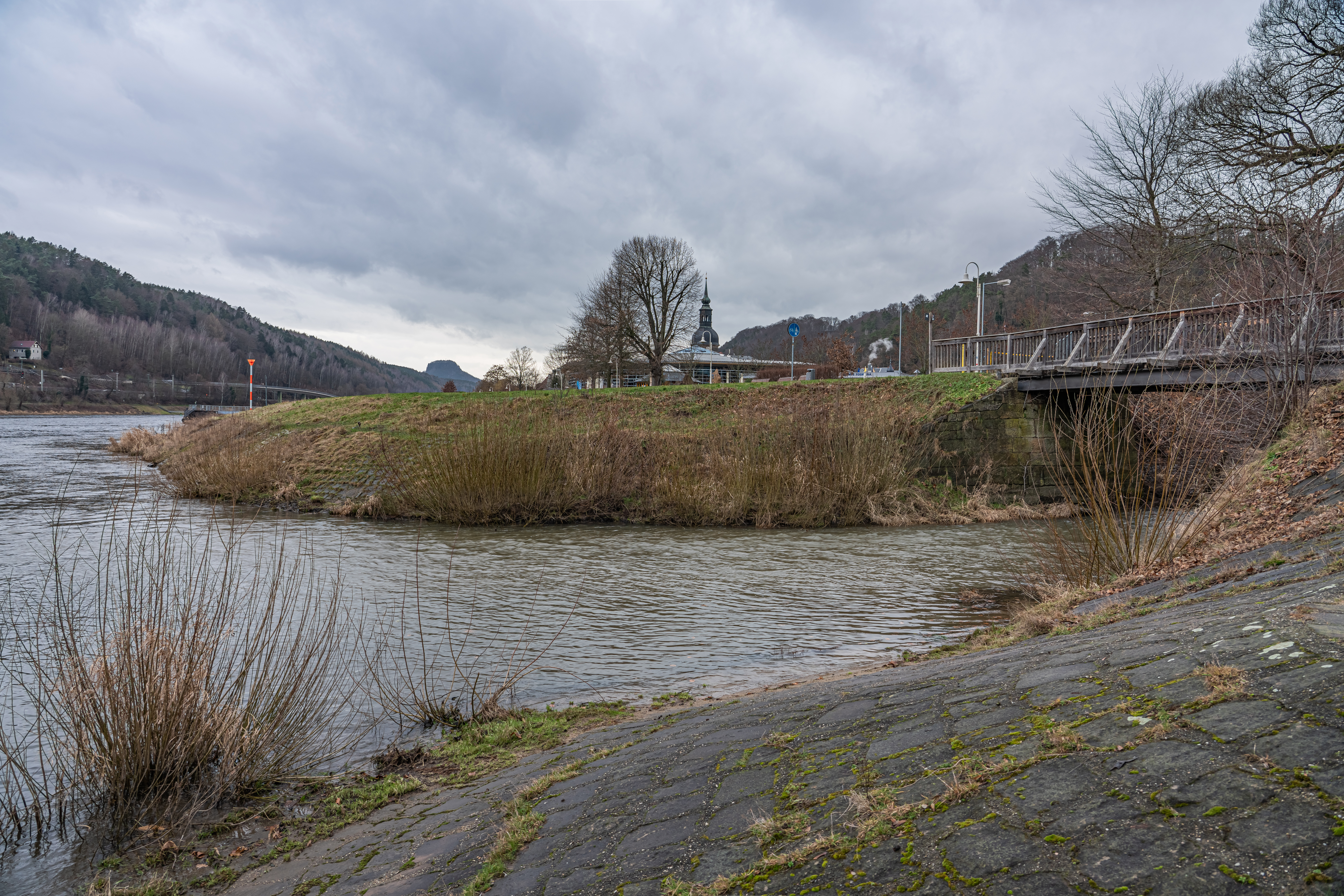
Mündung der von rechts zufließenden Kirnitzsch in die Elbe

Die Kirnitzsch, früher auch Kirnitz, Kirmßbach und heute noch mundartlich Kirnscht, Körnscht oder Kirnsch genannt, entspringt im Lausitzer Bergland im östlichen Böhmischen Niederland westlich des Dorfes Studánka (Schönborn) auf einer Höhe von 490 Metern und durchfließt auf ihrem Lauf nach Westen die Stadt Krásná Lípa (Schönlinde). Hinter dem Dorf Kyjov (Khaa) bahnt sie sich ihren Weg in engen Schluchten durch die Sandsteinfelsen der Böhmischen Schweiz; das wildromantische Tal ist auch als Khaatal (Kyjovske údoli) bekannt.
In der Talweitung des nach 1945 abgerissenen Ortes Hinterdaubitz (Zadní Doubice) mündet von Norden der Weißbach. Ihm folgt die Grenze zwischen Tschechien und Sachsen, die ab seiner Mündung für mehr als 8 Kilometer dem Lauf der Kirnitzsch folgt. In der Kirnitzschklamm ist der Bach, außer im Winter, bei der Oberen Schleuse angestaut; auf dem von Sandsteinfelsen gesäumten Stausee finden Kahnfahrten statt.
Am Ende der Klamm lagen einst das Grenzdorf Hinterdittersbach (Zadní Jetřichovice) und die Einschicht Kirnscht (Křinice). Die Kirnitzsch fließt nun in die Sächsische Schweiz, wo sie in der Niederen Schleuse nochmals gestaut werden kann. Nur wenige hundert Meter weiter nimmt sie den von links kommenden Dorfbach auf, welcher von Hinterhermsdorf kommt. Im nun folgenden eigentlichen engen Kirnitzschtal fließt sie einige Zeit in nordwestliche Richtung, und nach mehreren Kilometern Fließstrecke stößt sie auf die Schandauer Straße, zu der sie nunmehr parallel bis Bad Schandau fließen wird. Bei der Buschmühle nimmt sie rechtsseitig den von Ottendorf kommenden Dorfbach auf.
Etwas weiter passiert sie die Neumannmühle. Südwestlich der Kirnitzsch befindet sich nun das Massiv der Affensteine. Ein Stück weiter nimmt sie, nahe der Lichtenhainer Mühle, rechtsseitig den Knechtsbach auf, welcher einer der saubersten Bäche im Elbsandsteingebirge ist. Sie fließt nun in überwiegend westlicher Richtung nordwestlich vorbei am Felsentor Kuhstall und passiert nach kurzer Zeit den Lichtenhainer Wasserfall, ab dem sie über 8 Kilometer von der Kirnitzschtalbahn begleitet wird. Etwas weiter westlich nimmt sie den Beuthenbach auf, welcher den künstlich angelegten Beuthenfall speist.
In dem engen Tal tun sich im weiteren Verlauf immer wieder Felsen an den Berghängen auf, zwischen den Felsen bahnen sich meist namenlose Zuflüsse durch tiefe Schluchten ihren Weg zur Kirnitzsch. Nachdem Mittelndorfer- und Ostrauer Mühle passiert wurden, erreicht die Kirnitzsch nach wenigen Kilometern weiter Fließstrecke die Stadt Bad Schandau. Dort durchfließt sie den Kurpark, wendet sich in östlicher Richtung am Rande ihres natürlichen Schüttungskegels um den historischen Stadtkern und mündet schließlich auf einer Höhe von 117 m ü. NHN von rechts in die dort von Südosten kommende Elbe.

### Länge
Die Kirnitzsch ist etwa 45,3 Kilometer lang. Davon fließt sie 14,9 Kilometer in Tschechien und 30,4 Kilometer in Sachsen. (Siehe Geoportale von Sachsen und Tschechien)

### Einzugsgebiet und Zuflüsse
Das Einzugsgebiet der Kirnitzsch ist etwa 157 km² groß. Zu ihren Zuflüssen zählen, flussabwärts betrachtet:
- der Weißbach (rechts)
- der Heidelbach (rechts)
- der Dorfbach (welcher von Hinterhermsdorf kommt, rechts)
- der Saupsdorfer Bach (rechts)
- der Dorfbach (welcher von Ottendorf kommt, rechts)
- der Große Zschandbach (links)
- der Zufluss vom Vogelsberg (rechts)
- der Kleine Zschandbach (links)
- der Tiefe Hahn (rechts)
- der Knechtsbach (einer der saubersten Bäche des Elbsandsteingebirges, rechts)
- der Minzbach (links)
- der Lichtenhainer Bach (welcher den Lichtenhainer Wasserfall speist, rechts)
- der Dietrichsgrund (links)
- der Beuthenbach (welcher den Beuthenfall speist, rechts)
- die Kroatenschlucht (rechts)
- der Nasse Grund (links)
- der Bach aus Mittelndorf (rechts)
- der Altendorfer Bach (rechts)
- das Goldgründel (rechts)

## Geschichte
Vom Mittelalter bis in das 20. Jahrhundert wurde der Fluss für die Holzflößerei genutzt und dafür mehrfach künstlich angestaut. Die Kirnitzsch war einer der wichtigsten Floßbäche der Sächsischen Schweiz. Auf der 25 Kilometer langen Triftstrecke konnten große Holzmengen aus nur schwer erschließbaren Gebieten der hinteren Sächsischen Schweiz kostengünstig und zeitsparend an das Elbufer in Bad Schandau gebracht werden. Am Ausschwemmplatz wurde das vier bis fünf Meter lange Holz dann zu Flößen gebunden oder auf Schiffe verladen. Der wichtigste Abnehmer war seinerzeit der Sächsische Hof in Dresden, der das Holz als Brennmaterial und ab dem 18. Jahrhundert auch für die Meißner Porzellanmanufaktur benötigte.
Bereits im 16. Jahrhundert hatte der Landesherr das Hoheitsrecht auf die Kirnitzschflößerei und erließ strenge Floß-Regeln. 1582 wurden dem sächsischen Kurfürsten mit einem Abkommen erlaubt, 80 Jahre lang Holz aus der böhmischen Herrschaft Hainspach abzuholzen und zu flößen. So entstanden wahrscheinlich um 1567 die Obere Schleuse, vor 1612 die Niedere Schleuse und zahlreiche Floßteiche auf böhmischer Seite. Ab dem 19. Jahrhundert wurde die Flößerei schließlich durch den Straßentransport verdrängt und auch das Flößen auf der Kirnitzsch schrittweise eingestellt. Im Dezember 1920 wurde die Flößerei unterhalb der Neumannmühle eingestellt. An der Mühle selbst entstand ein Ausschwemmplatz (heute als Parkplatz genutzt.)
Die früheste bekannte Bestandsaufnahme der Flora vom Kirnitzschtal stammt von Ernst Hippe, der sie im Jahre 1878 in einer Gesamtbetrachtung zur Sächsischen Schweiz publizierte.
Im Jahre 1958 wurde im Tal der Kirnitzsch die Anlage eines Lehrpfades mit 83 Informationstafeln begonnen, der die Flößerei auf der Kirnitzsch behandelt. Dieser beschilderte Wanderweg wurde 1966 erstmals in einem Druckwerk über die Lehrpfade in der Sächsischen Schweiz beschrieben. Arbeiten in 1980–81 erweiterten den Tafelbestand auf 93 Standorte. Das Projekt wurde von der Station Junger Touristen “Fritz Schulze” und mit Schülern der damaligen Polytechnischen Oberschule „Julius Fučík“ in Bad Schandau umgesetzt. Der 15 Kilometer lange Flößersteig von Bad Schandau am Kirnitzschufer flussaufwärts vorbei am Lichtenhainer Wasserfall bis zur Neumannmühle erinnert heute anhand von Dokumentationstafeln an das Gewerbe der Flößer und an die Geschichte von Objekten der direkten Umgebung. Unterhalb des Kuhstalls, etwa zwei Kilometer vor der Felsenmühle, kreuzt dieser Wanderweg die Alte Straße, die im 15. Jahrhundert die Burg auf dem Neuen Wildenstein mit dem Stammschloss Hohnstein auf einer Strecke von etwa 16 Kilometern verband.

## Wasserqualität und Fließgeschwindigkeit
Die Wasserqualität der Kirnitzsch wird durch einige Abwasserpilze und einen nicht unwesentlichen Stickstoffgehalt verringert. Beispielsweise gelangen über den Dorfbach kommunale Abwässer der Siedlung Altendorf in die Kirnitzsch, und ein zunehmender Düngereintrag gelangt von Rapsfeldern über das Grundwasser in den Fluss.
Im Unterlauf erreicht die Kirnitzsch wegen des zu hohen Nährstoffgehalts (Nitrat, Phosphat) nur die niedrigste Gewässergüteklasse. Im Staubereich der Oberen Schleuse werden durch den Sauerstoffmangel im Sediment organische Stoffe und Umweltgifte nicht abgebaut, was auch dort die Wasserqualität beeinträchtigt.
Die Kirnitzsch hat eine durchschnittliche Fließgeschwindigkeit von 0,5 Metern pro Sekunde. (Siehe topographische Karte 1:25.000 Nationalpark Sächsische-Böhmische Schweiz vom Freistaat Sachsen)

## Obere Schleuse
Die Obere Schleuse im Kirnitzschtal wurde 1567 angelegt, um für die Holzflößerei benötigtes Schwallwasser anzustauen. Nach Öffnen der Schleuse konnten mit dem Wasserschwall bis zu 11 m lange Baumstämme zur Elbe transportiert werden. Eine andere Möglichkeit zum Abtransport des geschlagenen Holzes aus dem engen Tal bestand nicht. Die ursprüngliche hölzerne Stauanlage wurde von 1816 bis 1817 durch eine steinerne Staumauer ersetzt. Die heutige Schleuse wurde 1931 errichtet und steht als technisches Denkmal unter Schutz. Der Stausee ist etwa 700 m lang und an der Staumauer 7 m tief.
Am 25. Mai 1879 begann mit einem hölzernen Kahn der Fahrbetrieb für die „Sommerfrischler“ auf der Oberen Schleuse. Die Idee zur Einrichtung einer Bootsfahrt hatten der Hinterhermsdorfer Oberförster Hermann Schlegel und die Mitglieder des „Vaterländischen Gebirgsvereins Saxonia“, aus diesem Grund wurde der erste Kahn „Saxonia“ genannt. Im darauf folgenden Jahr kam wegen der großen Beliebtheit ein zweites Boot hinzu. Nur während der beiden Weltkriege fand der Kahnbetrieb nicht statt. Bis vor den Zweiten Weltkrieg lag die Verantwortlichkeit beim Gebirgsverein – ab 1952 bei der Gemeinde Hinterhermsdorf. Bis ins Jahr 1964 wurde hier noch Holz geflößt, erst seitdem dient diese Anlage ausschließlich dem Tourismus.
Die Fahrzeit beträgt etwa 20 Minuten. Die Wassertemperatur steigt auch im Hochsommer nicht über 8 °C. Über die Wintermonate ist das Wasser nicht angestaut, so dass der Fluss in seinem ursprünglichen Bett fließt. Heute besuchen jährlich 45.000–60.000 Gäste die Obere Schleuse.

## Niedere Schleuse

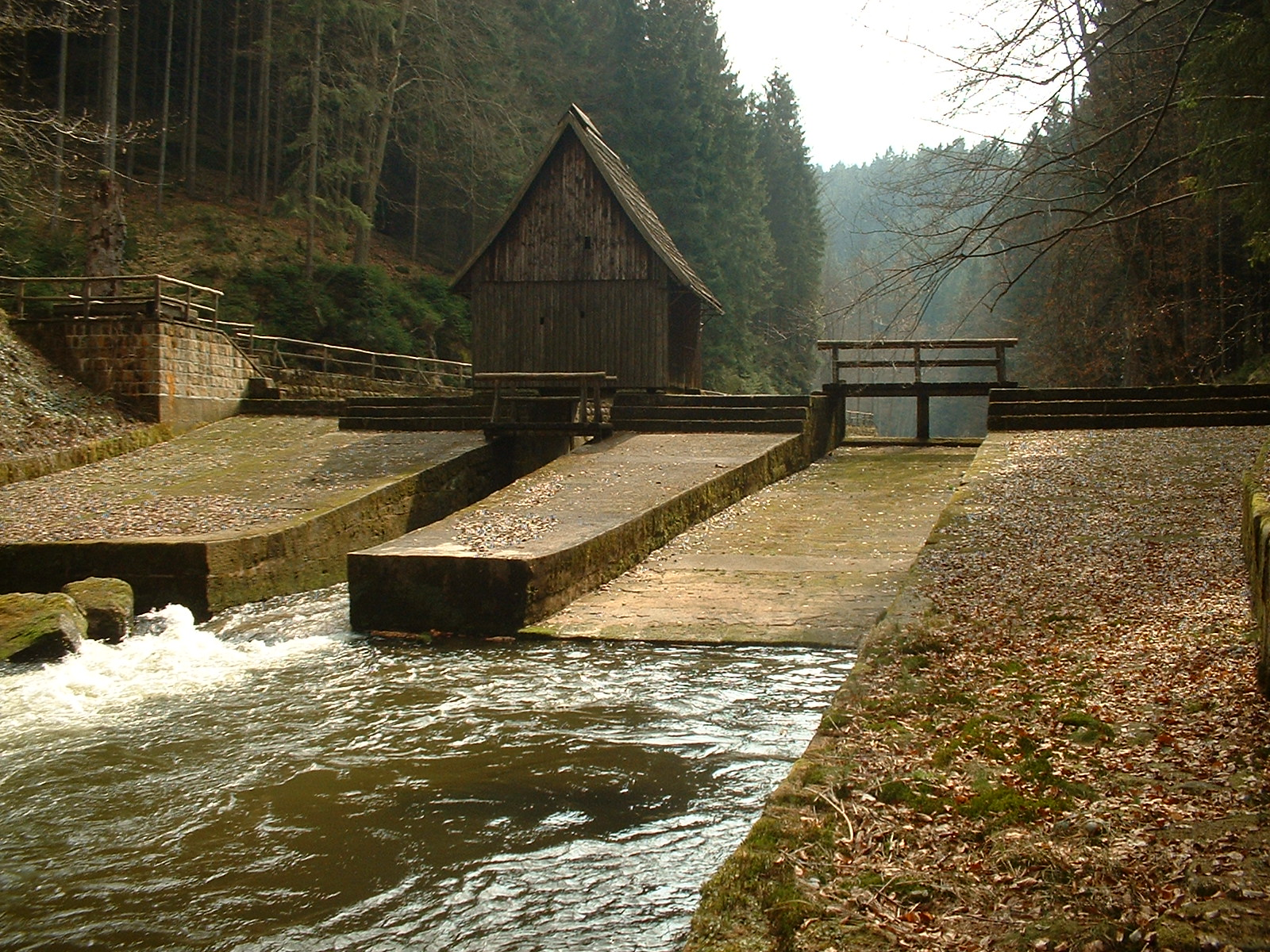
Die Niedere Schleuse

Die Niedere Schleuse 50° 54′ 47″ N, 14° 20′ 3″ O bietet einen Einblick in die vergangenen Flößerzeit. Mit ihrer 32 Meter breiten Staumauer konnte sie auf der mittlerweile versandeten Staulänge von 750 Metern etwa 28.000 Kubikmeter Wasser zurückhalten. Ihre Wasserpforte in der Schleusenmitte und das kleine Wehr sind heute noch funktionstüchtig und werden durch Einschieben von Versatzhölzern vor allem beim Einsetzen der Schneeschmelze als Hochwasserschutz genutzt. Dazu werden, wie auch beim Flößen, Floßhaken eingesetzt, deren Aufbewahrungsort der hölzerne Aufbau darstellt. Von 1985 bis 1993 rekonstruierten Waldarbeiter die zerfallene Anlage und leisteten damit einen wichtigen Beitrag zur Denkmalpflege. Überlegungen, die Staustufe Niedere Schleuse auszubauen, wurden zugunsten der in der Kirnitzsch lebenden Tierwelt verworfen.

## Wirtschaft und Verkehr

### Verkehrliche Erschließung

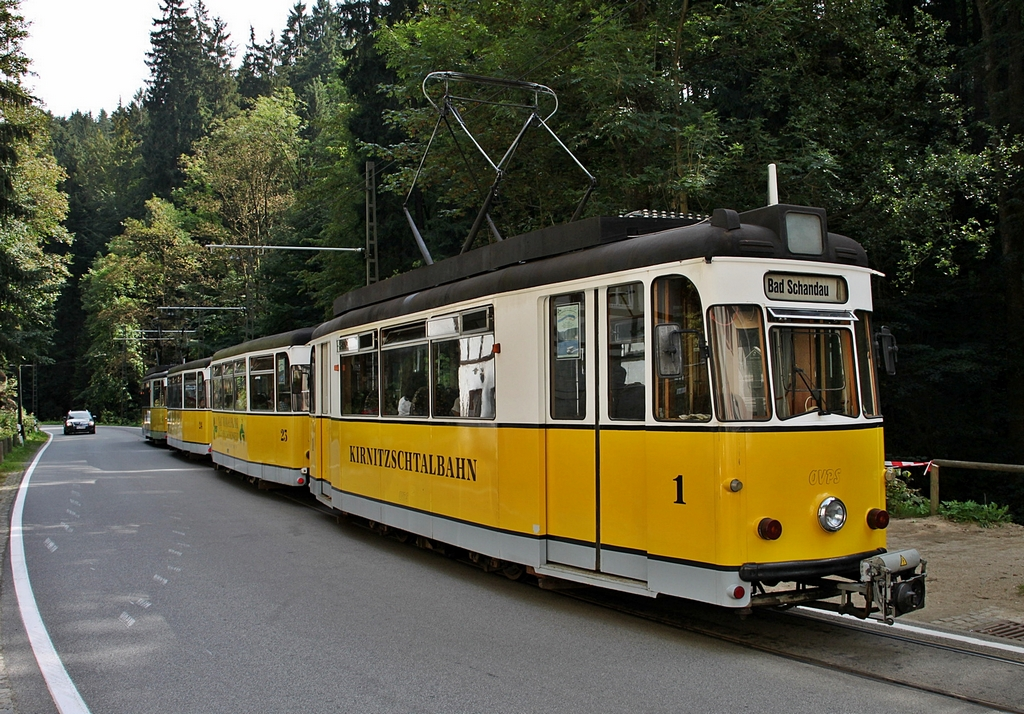
Kirnitzschtalstraße und Kirnitzschtalbahn am Beuthenfall (2011)

Im Zusammenhang mit der Etablierung der Flößerei entstanden bereits im 16. Jahrhundert Pfade und schmale Fahrwege im Tal der Kirnitzsch. Mitte des 16. Jahrhunderts bestand mindestens ein durchgehender Fahrweg von Bad Schandau zur Mittelndorfer Mühle. Wilhelm Leberecht Götzinger gab Anfang des 19. Jahrhunderts an, dass sich die frühen „Schweizreisenden“ bereits von Bad Schandau bis zur Haidmühle fahren lassen konnten. Der stetige steigende Gästestrom in die Hintere Sächsische Schweiz erforderte den Ausbau der alten Flößerwege, die in ihrem Verlauf mehrmals die Kirnitzsch querten. So wurde 1825 vom Amt Hohnstein die heutige Straße ausgebaut als „Kuhstallchausee“ von Bad Schandau bis zum Kuhstall errichtet. Die Straße wurde 1872–74 begradigt und verbreitert. Heute führt sie als Staatsstraße S 165 von Bad Schandau nach Hinterhermsdorf. Dabei verlässt die Straße kurz hinter der Buschmühle das Tal der Kirnitzsch.
Um den Fremdenverkehr zu fördern, kamen bereits um 1870 erste Pläne zum Bau einer Pferdebahn durch das Kirnitzschtal auf. 1893 wurde das „Executiv-Comite zum Bau und Betrieb einer Straßenbahn mit Motorantrieb von Schandau über den Lichtenhainer Wasserfall bis zur Kirnitzschschänke“ gegründet. Es sollte eine entsprechende Strecke von Bad Schandau über den Lichtenhainer Wasserfall zur Kirnitzschtalschenke in Hinterdittersbach an der sächsisch-böhmischen Grenze errichtet werden. Gebaut wurde letztendlich aber nur die Strecke zum Lichtenhainer Wasserfall. Die ursprünglich geplante Streckenführung wurde aus Kostengründen auch später nicht realisiert. Am 27. Mai 1898 (Pfingstsamstag) verkehrte dann der erste Zug auf der neuen Kirnitzschtalbahn. Die Gleise der Bahn wurden auf der bestehenden Straße verlegt.

### Mühlen und Mahlwesen
An dem Elbzufluss wurden lange mehr als 16 Mühlen (vorwiegend Sägemühlen, aber auch Papiermühlen) betrieben. Eine der ältesten Mühlen im Kirnitzschtal ist die Niedermühle zu Hinterhermsdorf.
Weitere ehemalige Mühlen:
- Dixmühle in Khaa (Kyjov)
- Böhmische Mühle Hinterdaubitz (Zadní Doubice) (nach 1945 abgerissen)
- Brettmühle im „Loch“ Hinterhermsdorf
- Niedermühle Hinterhermsdorf
- Böhmische Brettmühle Hinterdittersbach (Zadní Jetřichovice)
- Buschmühle Ottendorf
- Neumannmühle Ottendorf
- Felsenmühle Ottendorf
- Schleifmühle Lichtenhain
- Lichtenhainer Mühle Lichtenhain
- Haidemühle Lichtenhain
- Mittelndorfer Mühle Mittelndorf
- Ostrauer Mühle Ostrau
- Stadtmühle Schandau

sowie an den Nebenbächen
- Obere Mühle Hinterhermsdorf (im Heidelbachtal)
- Dorfmühle Hinterhermsdorf (am Dorfbach)
- Gnauckmühle Saupsdorf (am Räumichtbach)
- Rölligmühle Saupsdorf (am Räumichtbach)
- Räumichtmühle Saupsdorf (am Räumichtbach)
- Waldmühle Saupsdorf (am Waldmühlenbach)
- Richtermühle Saupsdorf (am Waldmühlenbach)
- Niedermühle Ottendorf (am Ottendorfer Dorfbach)
- Pietschmühle Ottendorf (am Ottendorfer Dorfbach)